# 大東亜共栄圏

大東亜共栄圏
大東亞共榮圈

国の標語: 八紘一宇
  日本
  占領地
  同盟国

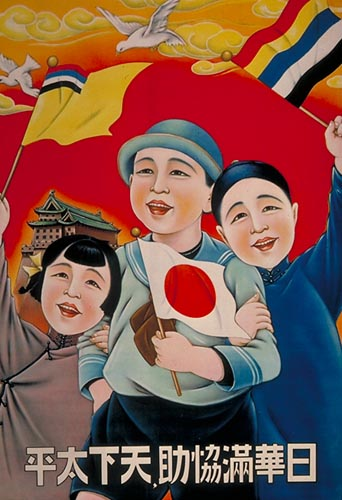
日華満協助天下太平のポスター

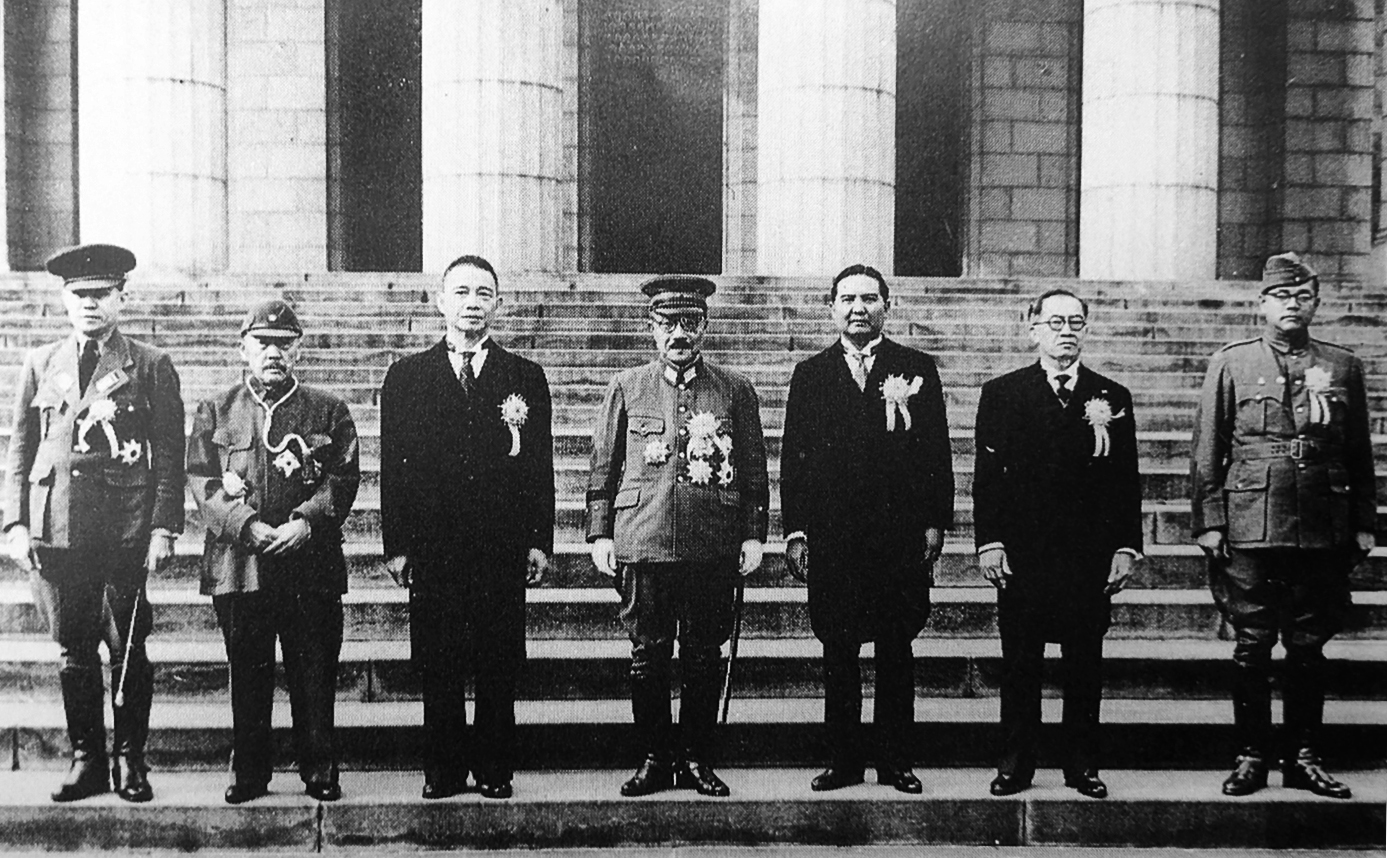
大東亜会議に参加した各国首脳。左からバー・モウ（緬）、張景恵（満）、汪兆銘（華）、東條英機（日）、ワンワイタヤーコーン（泰）、ホセ・ラウレル（比）、スバス・チャンドラ・ボース（印）

大東亜共栄圏（だいとうあきょうえいけん／旧字体：大東亞共榮圈／英語: Greater East Asia Co-Prosperity Sphere または Greater East Asia Prosperity Sphere）は、大東亜戦争（連合国側呼称・太平洋戦争）を背景に、第2次近衛内閣（1940年〈昭和15年〉）から日本の降伏（1945年〈昭和20年〉）まで唱えられた日本の対アジア政策構想である。
大東亜戦争期、日本政府がアジア諸国と協力して提起したもので、欧米帝国主義国の植民地支配下にあったアジア諸国を解放して、日本を盟主とした共存共栄のアジア経済圏をつくろうという主張であった。東條英機の表現によれば、共栄圏建設の根本方針は「帝国を核心とする道義に基づく共存共栄の秩序を確立」することにあった。先立つ1931年9月の満洲事変当時には「日満一体」、1938年11月に第1次近衛内閣が日中戦争の長期化を受けて「東亜新秩序」の建設を声明しており、この時には日本・満洲・中国に限定された構想にすぎなかったが、南進論が強まる中で「日･満･華」に東南アジアやインド、オセアニアまでの大東亜共栄圏構想が生まれた。

## 概要

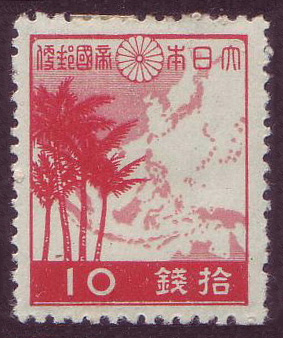
日本の10銭切手（1942年発行）。地図は切手の縦横比に収まるようにデフォルメされ、島や大陸の位置関係が実際より縮小気味に描かれている
（インドネシア地図参照）。

大東亜共栄圏は「日本を盟主とする東アジアの広域ブロック化の構想とそれに含まれる地域」を指す。第2次近衛文麿内閣の発足時の「基本国策要綱」（1940年7月26日）に「大東亜新秩序」の建設として掲げられ、国内の「新体制」確立と並ぶ基本方針とされた。これはドイツ国の「生存圏（Lebensraum）」理論の影響を受けており、「共栄圏」の用語は外相松岡洋右に由来する。
アジア諸国が一致団結して欧米勢力をアジアから追い出し、日本・満洲・中国・フィリピン・タイ・ビルマ・インドを中心とし、フランス領インドシナ（仏印）、イギリス領マラヤ、イギリス領北ボルネオ、オランダ領東インド（蘭印）、オーストラリアによる政治・経済的な共存共栄を図る政策であった。

### 「大東亜が日本の生存圏」
日本・満洲国・中国をひとつの経済共同体（日満支経済ブロック）とし、東南アジアを資源の供給地域に、南太平洋を国防圏として位置付けるものと考えられており、「大東亜が日本の生存圏」であると宣伝された。ただし、「大東亜」の範囲や「共栄」の字義などは当初必ずしも明確にされていなかった。
用語としては陸軍の岩畔豪雄と堀場一雄が作ったものともいわれ、1940年（昭和15年）7月に近衛文麿内閣が決定した「基本国策要綱」に対する外務大臣松岡洋右の談話に使われてから流行語化した。公式文書としては1941年（昭和16年）1月30日の「対仏印、泰施策要綱」が初出とされる。ただし、この語に先んじて1938年（昭和13年）には「東亜新秩序」の語が近衛文麿によって用いられている。

### 大東亜共同宣言
1941年（昭和16年）に日本がアメリカ合衆国やイギリス帝国に宣戦布告をして大東亜戦争（太平洋戦争）が勃発し、アジアに本格的に進出すると、日本は大東亜共栄圏の建設を対外的な目標に掲げることになった（大東亜建設審議会も参照）。1943年（昭和18年）には日本の占領地域で欧米列強の植民地支配から「独立」させた大東亜共栄圏内各国首脳が東京に集まって大東亜会議を開催し、大東亜共同宣言が採択された。

### 東条首相の説明
1941年（昭和16年）12月の開戦直後に開かれた第79回帝国議会の会期中、1942年（昭和17年）1月に行われた東條英機首相の施政方針演説で「大東亜共栄圏建設の根本方針」を「大東亜の各国家及各民族をして、各々其の処を得しめ、帝国を核心とする道義に基く共存共栄の秩序を確立せんとするに在る」と説明した。重要資源を取るための国は主に満洲国、中華民国、フランス領インドシナ（仏印）、タイ、イギリス領ビルマ、イギリス領マラヤ、オランダ領東インド（蘭印）、フィリピンからであった。

## 実態と評価

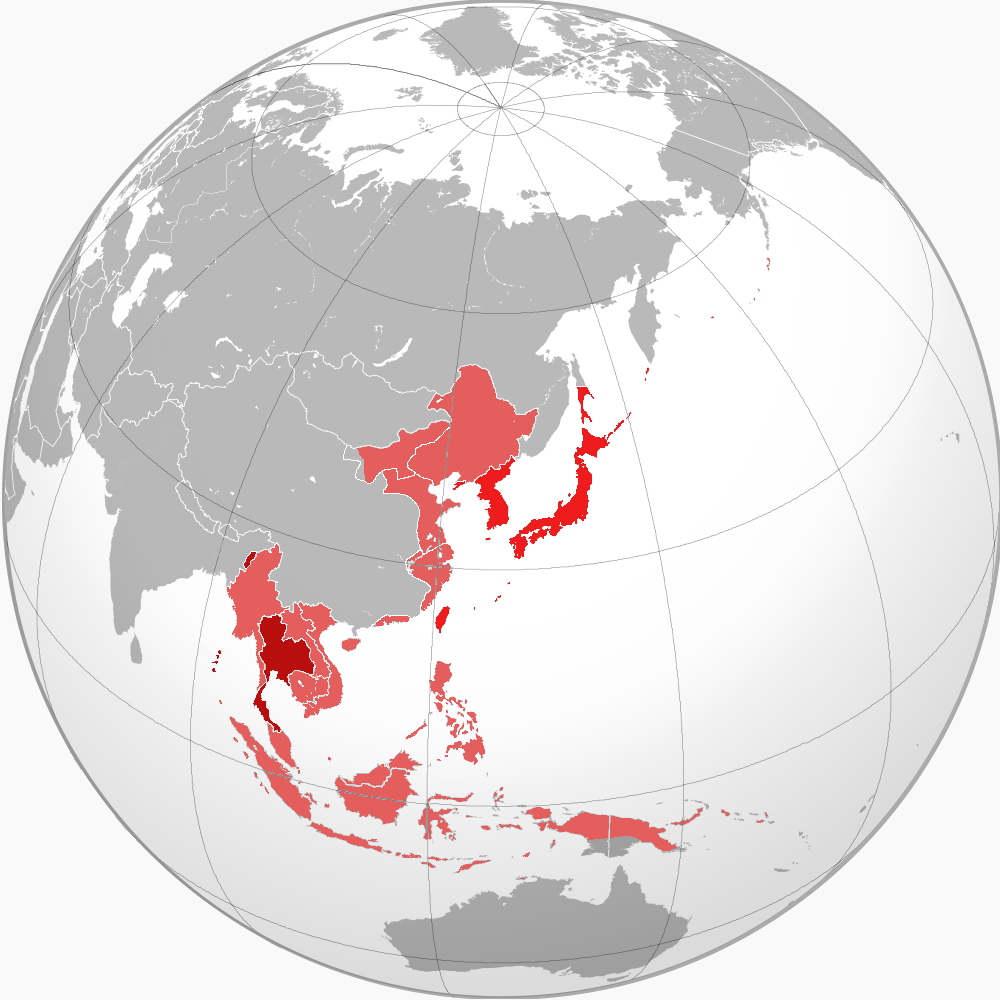
大東亜共栄圏の最大版図領域。大日本帝国の領域（南樺太、千島、朝鮮、台湾を含む）は濃い赤、その「同盟国」は暗赤色。 従属国・占領地は薄い赤で表示される。

大東亜共栄圏は、アジアの欧米列強植民地をその支配から独立させ、大日本帝国・満洲国・中華民国を中心とする国家連合を実現させるものであるとされた。大東亜共同宣言には、『相互協力・独立尊重』などの旨が明記されている。
当初は、アジアは日本の勢力圏であると独伊に認識させることが目的であったことから、国策でありながら抽象的な理念やスローガンが先行し、詳細な計画は後から作るという泥縄式となっていた。
大東亜建設審議会では企画院と商工省の対立が激しくなったことで計画の調整がつかなかったが、実施段階で問題が起きることを認識しながら資源確保に関して曖昧な内容の決定を行った。計画が曖昧なことから軍部との調整もつけられず、資源輸送に使う大型船舶を取り合う事態となった。戦線が拡大すると軍による船舶の徴用が進んだため、限られた船舶を使った少量の資源輸送に終始した。
大東亜共栄圏を構成していたフィリピン第二共和国、ラオス王国、ビルマ国、満洲国、中華民国の各政府は、実際にはいずれも日本政府や日本軍の指導の下に置かれた傀儡政権または従属国であるとされることもあり、「実質的には日本による植民地支配を目指したものに過ぎなかった」とする意見もある。特に、フィリピンとビルマに関しては戦前には民選による自治政府が存在し、日本の影響下に置かれた大東亜共栄圏内にあっては選挙などの民主的手続きによらず、政府首脳には日本側が選任した人物（親日的、協力的な人物）が就任していたため、「実質的な独立からはむしろ遠ざかったのではないか」という批判もある。
1943年（昭和18年）5月31日の御前会議で決定された「大東亜政略指導大綱」ではイギリス領マラヤ、オランダ領東インド（蘭印）は日本領に編入することとなっていた（ただし、蘭印については、1944年〈昭和19年〉9月7日の小磯声明で将来的な独立を約束した）。特にイギリス領マラヤの一部であったシンガポールは、日本への編入を見越して昭南特別市と改称された。この「大東亜政略指導大綱」にはこれらの地域を日本領とする理由が「重要資源ノ供給源」とするためと明確に謳われており（第二　六　（イ））、しかもこれについては「当分発表セス」とされていた。大東亜政略指導大綱による日本政府の意図としては、大東亜共栄圏はあくまで日本が戦争を遂行するためのものであった。また、当時の日本の知識人も「大東亜の民族解放は民族皇化運動である」、「大東亜共栄圏の構想に於いては、個別国家の観念は許されるべきではない」などと明言しており、大日本帝国を頂点とした階級的組織構造にアジア各国を組み込んでいく構想であったことが窺える。
フィリピンは1944年の独立がすでにアメリカによって約束されており、日本も大東亜政略指導大綱でフィリピンを独立させる方針を打ち出した。1945年の日本の敗戦後、1946年のマニラ条約によりフィリピン第三共和国が独立した。
1941年にドイツの強い影響下にあったヴィシー・フランスの植民地インドシナ連邦（仏印）においては、日本軍はヴィシー政府と協定を結んでインドシナに駐留し（仏印進駐）、フランス植民地政府による支配を1945年（昭和20年）3月9日の明号作戦発動まで承認した。日本の敗戦後、インドシナ支配を回復したフランスと独立を目指すベトミンの間で第一次インドシナ戦争が勃発し、長いインドシナ戦争の時代を迎えることになった。
日本は共栄圏内において日本語による皇民化教育や宮城遥拝の推奨、神社造営、人物両面の資源の収奪などをおこなったこともあり、実質的な独立を与えないまま敗戦したことから、日本もかつての宗主国と同じかそれ以上の加害者であったという見方がある。一方で、同じアジア人が白人の支配を排除したこと、現地人からなる近代的な軍を創設し、戦後は実戦経験のある日本人将兵の一部（残留日本兵）が独立のために加勢するなど、後の独立に繋がる手助となったこともあり、解放者であったという評価もある。基本的には日本を加害者としつつも、大東亜共栄圏下で様々な施政の改善（学校教育の拡充、現地語の公用語化、在来民族の高官登用、華人やインド人などの外来諸民族の権利の剥奪・制限など）が行われたため、階級や民族の分断で支配を行った旧宗主国よりはマシな統治者であったという見方もある。また、計画の曖昧さと政府と軍部の調整不十分により、皇民化教育や宗教政策は不完全なまま終わり、現地人のアイデンティティー（言語や宗教）は奪われなかったという意見もある。
1943年（昭和18年）7月1日の厚生省研究所人口民族部（現・国立社会保障・人口問題研究所）が作成した報告書では、日本人はアジア諸民族の家長として「永遠に」アジアを統治する使命があると記されているが（大和民族を中核とする世界政策の検討）、欧米列強が詳細な長期計画に基づいて実行した植民地主義による支配とは異なり、大東亜共栄圏はプロパガンダとしてスタートした曖昧な計画であり、大半の施策が中途半端なまま終戦を迎えているたなど、2022年時点でも議論が続いている。
肯定的な評価としては、イギリスの歴史学者トインビーが1956年10月28日の英紙『オブザーバー』に発表した以下のような分析が知られている。

### 計画の破綻とその後
日本の敗戦を前にして計画は棚上げ状態となっており、敗戦前に破綻していたという意見もある。
終戦後にはオランダ、イギリス、フランスなどの旧宗主国が植民地支配の再開を図ったが、インドネシアやインドシナ、さらにはインドなどでも日本占領下で創設された民族軍とそれに共感した日本兵が独立勢力として旧宗主国と戦い独立を果たすことになる。日本軍による占領をきっかけとする各民族の独立機運の高まりにより、旧宗主国による植民地支配の終焉へとつながったとする見解もしばしば主張される。一方でフィリピンのフクバラハップやベトナムのベトミンのような現地住民による抗日ゲリラもしばしば発生しており、これらが後の独立運動に与えた影響も大きい。

## 八紘一宇
大東亜共栄圏を語る上で重要な概念にこの語がある。この語は日本が大東亜共栄圏の建設を推進するための政策標語（スローガン）として広く掲げられた。

## アジア主義との関係
大東亜共栄圏構想は、アジアが一体となって欧米に対抗すべきであるという汎アジア主義の影響を受けている。汎アジア主義を唱えた近代日本の思想家としては北一輝、石原莞爾などがあげられる。また、江戸時代後期の経世家佐藤信淵にその思想的ルーツを求める見解もある。
自民党議員で鹿島建設会長の鹿島守之助は、外交官を務めていた戦前より「汎アジア」を提唱していた。その「汎アジア」を外交官時代の鹿島に熱心に説いたのは、「汎欧州」を掲げる欧州連合の父クーデンホーフ＝カレルギー伯爵である。鹿島は第二次世界大戦中、「汎アジア」と大東亜共栄圏を同一視し始めた。鹿島は『帝国の外交と大東亜共栄圏』（翼賛図書刊行会、1943年）において、クーデンホーフ＝カレルギー伯爵は汎アジア主義を抱いていたと証言している。